# 十家满族乡
十家满族乡是中华人民共和国内蒙古自治区赤峰市喀喇沁旗下辖的一个民族乡。

## 行政区划
十家满族乡下辖以下村级行政区划单位：
郎营子村、林营子村、十家村、头道营子村、石灰窑村、长皋村、四道营子村、三道营子村、楼子店村、上烧锅村、玉皇庙村、马架子村、上店村和大水清村。